# Dżaber Abbaszade
Dżaber Abbaszade Mowaghar (pers. ‏جابر عباس‌زاده موقر‎) – irański zapaśnik w stylu klasycznym. Zajął 19. miejsce na mistrzostwach świata w 1991. Czwarty na igrzyskach azjatyckich w 1994. Zdobył srebrny medal na mistrzostwach Azji w 1991 i dwa brązowe w 1992 i 1993. Czwarty w Pucharze Świata w 1990 roku.